# Masaaki Ideguchi
Masaaki Ideguchi (japanisch 井手口 正昭 Ideguchi Masaaki; * 10. August 1988 in Fukuoka) ist ein japanischer Fußballspieler.

## Karriere
Ideguchi erlernte das Fußballspielen in der Schulmannschaft der Higashi Fukuoka High School und der Universitätsmannschaft der Hannan-Universität. Seinen ersten Vertrag unterschrieb er 2011 beim Yokohama FC. Der Verein spielte in der zweithöchsten Liga des Landes, der J2 League. 2014 wurde er an den Yokohama FC Hongkong ausgeliehen. 2015 kehrte er zu Yokohama FC zurück. Danach spielte er bei Hoàng Anh Gia Lai, FC Osaka, Visakha FC, Phnom Penh Crown und seit 2021 steht er beim FC Chanthabouly in Laos unter Vertrag.